# Біголдер
Біго́лдер (англ. Beholder) — вигадана фентезійна істота, вперше введена у настільній рольовій грі Dungeons & Dragons. Описується як літаюча сфера з великим оком і пащею, покрита щупальцями із меншими очима.
Біголдер є класичною істотою Dungeons & Dragons, починаючи з 1975 року. Відтоді зустрічається в численних настільних іграх, відеоіграх та книгах у жанрі фентезі під різними назвами (гаут, спостерігач, зле око).

## Біголдери в Dungeons & Dragons
У настільній грі Dungeons & Dragons біголдери є законослухняними злими істотами. Вони ховаються від людей у підземеллях чи інших важкодоступних місцях. Найчастіше вони охороняють різноманітні скарби й цінності, оскільки від природи жадібні та гордовиті. Біголдери левітують завдяки магії, а своїм основним оком блокують будь-яку магію в полі зору. Менші очі на щупальцях навпаки самі здійснюють магічний вплив, наприклад, можуть взяти істоту під контроль біголдера або вистрілити руйнівним променем.
Крім звичайних біголдерів у Dungeons & Dragons трапляється чимало споріднених істот, які відрізняються виглядом, проте в загальних рисах подібні на класичних біголдерів.
Від часу, коли Гаррі Гайгакс вигадав образ біголдера, він практично не змінився й став неофіційним символом Dungeons & Dragons. У відеоіграх за Dungeons & Dragons ці істоти вперше з'явилися в Eye of the Beholder 1990 року.